# Aurinhac
Aurinhac (en francès Aurignac) és un municipi occità de Comenge, a Gascunya, situat en el departament de l'Alta Garona, a la regió d'Occitània. L'1 de gener del 2022 tenia 1.240 habitants.